# Dangchang
Der Kreis Dangchang (chinesisch 宕昌县, Pinyin Dàngchāng Xiàn, auch Tànchāng) ist ein Kreis der bezirksfreien Stadt Longnan im Südosten der nordwestchinesischen Provinz Gansu. Er hat eine Fläche von 3.323 km² und zählt 280.600 Einwohner (Stand: Ende 2018). Sein Hauptort ist die Großgemeinde Chengguan (城关镇).
Die Stätte der Zusammenkunft von Hadapu (Hadapu huiyi jiuzhi 哈达铺会议旧址) steht seit 2001 auf der Liste der Denkmäler der Volksrepublik China (5-511).